# Menesia burmanensis
Menesia burmanensis är en skalbaggsart som beskrevs av Stefan von Breuning 1954. Menesia burmanensis ingår i släktet Menesia och familjen långhorningar.
Artens utbredningsområde är Burma. Inga underarter finns listade i Catalogue of Life.